# Never Gonna Not Dance Again
Singles de P!nk
Irrelevant
(2022) TRUSTFALL
(2023)
Pistes de TRUSTFALL
Kids In Love Runaway
Never Gonna Not Dance Again est une chanson interprétée par la chanteuse américaine P!nk.

Elle est sortie comme premier single le 4 novembre 2022 pour assurer la promotion du neuvième album studio de l'artiste, TRUSTFALL, qui sortira le 17 février 2023. 

Une promotion de plusieurs semaines a été faite avant et après la sortie du single, notamment par le biais de vidéos d'apparence commerciale, un numéro de téléphone étant fourni aux fans américains pour gagner quelques produits dérivés. 
Toutes ces vidéos ont été diffusées directement sur les réseaux sociaux (YouTube et Instagram) :
- la vidéo promotionnelle, le 27 octobre 2022[1] ;
- le clip, le 4 novembre 2022[2] ;
- les coulisses du tournage du clip, le 10 novembre 2022[3] ;
- la vidéo de la première du titre en live, aux American Music Awards, le 23 novembre 2022[4] ;
- le making of du clip, le 30 novembre 2022[5] ;
- le remix officiel, le 13 décembre 2022[6].

## Liste des pistes
| 1. | Never Gonna Not Dance Again | Alecia Moore, Max Martin, Shellback | 3:44 |

| 1. | Never Gonna Not Dance Again (Sam Feldt Remix) | 2:48 |